# Harsányi Sulyom László
Harsányi Sulyom László (Budapest, 1958. március 10.) rendező, egyetemi tanár, színházigazgató.

## Életpályája
Szülei: Harsányi Iván (1930-2018) történész és Fenyves Ágnes. felesége: Körtvési Katalin, gyermekük: Harsányi Sulyom Anna (2002) 1976–1981 között a Könyvértékesítő Vállalatnál segédmunkás, kocsikísérő és sofőr volt. Középiskolai tanulmányait a kispesti Landler Jenő Gimnáziumban végezte. 1982–1986 között a szolnoki Szigligeti Színház segédrendezőjeként dolgozott. 1988–1990 között a Vígszínház segédrendezője volt. 1990–1995 között a Színház- és Filmművészeti Főiskola színházrendező szakán tanult Székely Gábor osztályában. 1994–1996 között a Színház- és Filmművészeti Főiskola tanársegéde volt Benedek Miklósnál. 1995–1997 között a kecskeméti Katona József Színház rendezője volt. 1997–1998 között a Liszt Ferenc Zeneművészeti Főiskola ének- és opera szakán tanított. 1999–2000 között a Honvéd Együttes színésztagozatának vezetője volt. 2001–2010 között a tatabányai Jászai Mari Színház igazgatója volt. 2015-től a Magyar Táncművészeti Egyetem Néptánc szakán tanít. 2019-től a Pesti Magyar Színiakadémián tanár.

## Színházi rendezései
A Színházi Adattárban regisztrált bemutatóinak száma: 29.
- Bálint György: Magányos varjú a jégen (1987)
- Heinrich von Kleist: Amphitryon (1994)
- Molière: Nők iskolája (1994)
- Rejtő Jenő - Kellér Dezső - Sándor Jenő: Aki mer, az nyer (1995)
- Ion Luca Caragiale: Farsang vagy amit akartok (1996)
- Vaszary Gábor : Klotild néni (1996)
- Domenico Cimarosa: Titkos házasság (1997)
- Carlo Goldoni: Két úr szolgája a komédiaszínházban (1997)
- Kárpáti Péter: Országalma (1998)
- Bertolt Brecht: Szorító [Városok sűrűjében] (1999)
- Ránki György: Egy szerelem három éjszakája (2001)
- Pörtner: Hajmeresztő (2002)
- Loewe: My Fair Lady (2003)
- Arnold Wesker: A konyha (2004)
- Coward: Vidám kísértet (2005)
- Örkény István: Pistipistipistipisti [Pisti a vérzivatarban](2006)
- Boldog ország avagy Ó azok az ötvenes ének (2007)
- Fernando de Rojas: Celestina avagy Calisto és Melibea tragikomédiája (2008)
- Bart: Olivér! (2009)
- Molière: A nevetés iskolája [Amphitryon] (2010)
- Menke-Peitzmeyer: Első óra (2011)
- Lőrinczy A. - Harsányi S. L.: Adokkapok (2011)
- Fábri Péter: Liszt-faktor (2011)
- Csehov: Medve (2012)
- Forgách András:  Holdvilág és utasa (2013)
- Terje Nordby: Jégszirom (2013)
- Nógrádi Gábor: Az anyu én vagyok (2014)
- Zsigó Anna – H.S.L.: Boldogság expressz (2015)
- Czigány Zoltán: Csoda és Kósza (2016)
- Lázár Ervin: A kisfiú meg az oroszlánok (2017)
- Kathrine Kressmann Taylor: Címezett ismeretlen (2017)
- Sławomir Mrożek: Tangó (2017)
- Totth Benedek: Afganisztán (2018)
- Ki látott engem? -Ady 100 (2019)